# Unione Sportiva Civitanovese 1981-1982
Questa pagina raccoglie le informazioni riguardanti l'Unione Sportiva Civitanovese nelle competizioni ufficiali della stagione 1981-1982.

## Rosa
| N. |                   | Ruolo | Calciatore             |
| -- | ----------------- | ----- | ---------------------- |
|    | Italia (bandiera) | C     | Luciano Aristei        |
|    | Italia (bandiera) | D     | Gianmmario Cappelletti |
|    | Italia (bandiera) | D     | Giorgio Carrer         |
|    | Italia (bandiera) | D     | Giuliano Castoldi      |
|    | Italia (bandiera) | A     | Riccardo Di Giulio     |
|    | Italia (bandiera) | A     | Marco Fabrizi          |
|    | Italia (bandiera) | C     | Francesco Ilari        |
|    | Italia (bandiera) | D     | Lorenzo Julitti        |
|    | Italia (bandiera) | A     | Michele Morra (I)      |
|    | Italia (bandiera) | P     | Giuseppe Ottavi        |
|    | Italia (bandiera) | A     | Silvio Paolucci        |

| N. |                   | Ruolo | Calciatore          |
| -- | ----------------- | ----- | ------------------- |
|    | Italia (bandiera) | D     | Mario Perugini      |
|    | Italia (bandiera) | C     | Silvano Pivotto     |
|    | Italia (bandiera) | D     | Stefano Renzi       |
|    | Italia (bandiera) | C     | Enrico Rubicondi    |
|    | Italia (bandiera) | D     | Roberto Santini     |
|    | Italia (bandiera) | C     | Pietro Scolamacchia |
|    | Italia (bandiera) | A     | Luigi Scoppa        |
|    | Italia (bandiera) | C     | Gianclaudio Soldati |
|    | Italia (bandiera) | P     | Emidio Verdecchia   |
|    | Italia (bandiera) | C     | Tiziano Zorzetto    |

## Risultati

### Campionato

#### Girone di andata
| 20 settembre 1981 1ª giornata | Civitanovese | 2 – 0 | Salernitana |  |

| 27 settembre 1981 2ª giornata | Rende | 2 – 1 | Civitanovese |  |

| 4 ottobre 1981 3ª giornata | Civitanovese | 0 – 2 | Taranto |  |

| 11 ottobre 1981 4ª giornata | Civitanovese | 1 – 0 | Nocerina |  |

| 18 ottobre 1981 5ª giornata | Campania | 0 – 0 | Civitanovese |  |

| 25 ottobre 1981 6ª giornata | Civitanovese | 1 – 1 | Ternana |  |

| 1º novembre 1981 7ª giornata | Benevento | 3 – 1 | Civitanovese |  |

| 8 novembre 1981 8ª giornata | Civitanovese | 1 – 1 | Giulianova |  |

| 15 novembre 1981 9ª giornata | Arezzo | 1 – 1 | Civitanovese |  |

| 22 novembre 1981 10ª giornata | Civitanovese | 4 – 1 | Virtus Casarano |  |

| 29 novembre 1981 11ª giornata | Campobasso | 2 – 1 | Civitanovese |  |

| 6 dicembre 1981 12ª giornata | Civitanovese | 1 – 1 | Reggina |  |

| 13 dicembre 1981 13ª giornata | Livorno | 2 – 0 | Civitanovese |  |

| 20 dicembre 1981 14ª giornata | Civitanovese | 2 – 0 | Latina |  |

| 3 gennaio 1982 15ª giornata | Paganese | 2 – 1 | Civitanovese |  |

| 10 gennaio 1981 16ª giornata | Civitanovese | 1 – 1 | Casertana |  |

| 17 gennaio 1981 17ª giornata | Francavilla | 1 – 1 | Civitanovese |  |

#### Girone di ritorno
| 24 gennaio 1982 18ª giornata | Salernitana | 1 – 0 | Civitanovese |  |

| 31 gennaio 1982 19ª giornata | Civitanovese | 3 – 0 | Rende |  |

| 7 febbraio 1982 20ª giornata | Taranto | 1 – 0 | Civitanovese |  |

| 14 febbraio 1982 21ª giornata | Nocerina | 2 – 0 | Civitanovese |  |

| 21 febbraio 1982 22ª giornata | Civitanovese | 1 – 1 | Campania |  |

| 28 febbraio 1982 23ª giornata | Ternana | 1 – 0 | Civitanovese |  |

| 7 marzo 1982 24ª giornata | Civitanovese | 0 – 0 | Benevento |  |

| 21 marzo 1982 25ª giornata | Giulianova | 1 – 1 | Civitanovese |  |

| 28 marzo 1982 26ª giornata | Civitanovese | 0 – 1 | Arezzo |  |

| 4 aprile 1982 27ª giornata | Virtus Casarano | 0 – 0 | Civitanovese |  |

| 18 aprile 1982 28ª giornata | Civitanovese | 0 – 0 | Campobasso |  |

| 25 aprile 1982 29ª giornata | Reggina | 1 – 1 | Civitanovese |  |

| 2 maggio 1982 30ª giornata | Civitanovese | 2 – 0 | Livorno |  |

| 9 maggio 1982 31ª giornata | Latina | 1 – 1 | Civitanovese |  |

| 16 maggio 1982 32ª giornata | Civitanovese | 1 – 2 | Paganese |  |

| 23 maggio 1982 33ª giornata | Casertana | 4 – 0 | Civitanovese |  |

| 30 maggio 1982 34ª giornata | Civitanovese | 2 – 2 | Francavilla |  |